# Jane Mayer
Jane Meredith Mayer (nacida en 1955) es una periodista de investigación estadounidense colaboradora habitual de The New Yorker desde 1995. En los últimos años, ha escrito en esa revista sobre el dinero en la política, la persecución por el gobierno de los alertadores, y el programa de aviones no tripulados de Estados Unidos Predator drone.

## Biografía
Mayer nació en la ciudad de Nueva York. Su madre, Meredith Nevins, fue una pintora, expresidenta del Manhattan Graphics Center e impresora. Su padre, William Mayer, fue un compositor. Su tatarabuelo fue Emanuel Lehman, uno de los fundadores de Lehman Brothers, y sus abuelos maternos fueron el historiador Allan Nevins y Mary Fleming (Richardson).
Mayer estudió en la escuela Bedales. Se graduó en 1973 en Fieldston. En 1977 se graduó en la Universidad de Yale, en el campus fue periodista freelance para la revista Time. Continuó sus estudios en la Universidad de Oxford.
Mayer se casó en 1992 con William B. Hamilton, un exeditor de The Washington Post y ahora un editor del sitio web Politico. La pareja tiene una hija.

## Carrera
Mayer comenzó su carrera periodística en Vermont escribiendo para dos pequeños periódicos semanales The Weathersfield Weekly y The Black River Tribune, antes de trabajar para The Rutland Herald. Después de trasladarse a Washington D. C. como reportera metropolitana del desaparecido Washington Star, se unió en 1982 al The Wall Street Journal. Periódico para el que trabajó durante 12 años, período en el que fue nombrada la primera mujer corresponsal en la Casa Blanca del periódico, y posteriormente escritora principal y editora de la primera página.
Para el Journal, trabajó como corresponsal de guerra y corresponsal en el extranjero informando sobre Atentado contra los cuarteles en Beirut en 1983, la guerra del Golfo Pérsico, la caída del Muro de Berlín, y los últimos días del comunismo en la antigua Unión Soviética. Fue nominada en dos ocasiones por el Journal para el Premio Pulitzer por característica escritura. [7] Mayer también escribe para The New York Review of Books, The Washington Post, Los Angeles Times y el American Prospect.
Ha sido coautora de dos libros: Strange Justice:  The Selling of Clarence Thomas (1994) (en coautoría con Jill Abramson), un estudio de la propuesta y el nombramiento de Clarence Thomas al Tribunal Supremo de Estados Unidos; y Landslide: The Unmaking of the President, 1984–1988 (1989; coautoría con Doyle McManus), un recorrido por el segundo mandato de Ronald Reagan en la Casa Blanca. Strange Justice fue adaptado como una película del mismo nombre para televisión por Showtime, protagonizada por Delroy Lindo, Mandy Patinkin y Regina Taylor.

## The Dark Side
El tercer libro de Mayer, The Dark Side: The Inside Story of How the War on Terror Turned into a War on American Ideals (El Lado Oscuro: La historia interior de cómo la guerra contra el terror se convirtió en una guerra contra los Ideales Americanos) (2008), se ocupa de los orígenes, las justificaciones legales y posibles crímenes de guerra por las responsabilidades incurridas en la utilización de técnicas de interrogatorio mejoradas (comúnmente consideradas como tortura) contra los combatientes ilegales y las muertes posteriores de los detenidos sometidos a tales interrogatorios por la CIA y el Departamento de Defensa. El libro fue uno de los finalistas de los National Book Awards.
En su reseña de The Dark Side, The New York Times señaló que el libro era "el relato más vivo y completo que tenemos hasta ahora de cómo un gobierno fundado sobre el imperio de la ley y el respeto a los derechos individuales pudo haber sido puesto en contra de esos ideales." The Times se refería a El Lado Oscuro como uno de sus libros notables del año.

## Libertades civiles
Mayer informó de la persecución a los alertadores por la Administración Obama con un artículo sobre el exfuncionario de la Agencia de Seguridad Nacional (NSA) Thomas Drake. A pesar de las promesas de transparencia que Obama realizó durante su campaña electora, Mayer escribió, su administración "ha perseguido a los culpables de filtraciones con un ensañamiento sorprendente". Mayer ganó el Premio Polk por el artículo, y los miembros del jurado afirmaron que su artículo había ayudado a exponer el "exceso de la fiscalía" y "contribuido a que los principales cargos contra Drake fueran retirados".

## Drones
En 2009, Mayer informó del uso por la Administración Obama de aviones no tripulados. "El número de ataques con drones ha aumentado dramáticamente desde que Obama llegó a la presidencia", escribió. Su artículo describe los errores, las preocupaciones éticas y posibles consecuencias no deseadas en el aumento del uso de aviones no tripulados.